# Championnat d'Europe masculin de volley-ball des moins de 21 ans 1986
Navigation
Clermont-Ferrand 1984 Bormio 1988
Le 10e championnat d'Europe de volley-ball masculin des moins de 21 ans (Juniors) s'est déroulé du 17 au 24 juillet 1986 à Pazardzhik et Plovdiv (Bulgarie).

## Déroulement de la compétition

### Tour préliminaire

#### Composition des groupes
| Poule A                                             | Poule B                                                                | Poule C                                                    |
| --------------------------------------------------- | ---------------------------------------------------------------------- | ---------------------------------------------------------- |
| Site : Pazardzhik Pays-Bas Pologne URSS Yougoslavie | Site : Plovdiv Belgique Italie Allemagne de l'Est Allemagne de l'Ouest | Site : Pazardzhik Bulgarie France Roumanie Tchécoslovaquie |

#### Poule A
| # | Équipe      | Pts | J | G | P | Sp | Sc | Ratio | Pp  | Pc  | Ratio |
| - | ----------- | --- | - | - | - | -- | -- | ----- | --- | --- | ----- |
| 1 | Pays-Bas    | 6   | 3 | 3 | 0 | 9  | 2  | 4.5   | 164 | 132 | 1.242 |
| 2 | URSS        | 5   | 3 | 2 | 1 | 8  | 4  | 2     | 154 | 126 | 1.222 |
| 3 | Pologne     | 4   | 3 | 1 | 2 | 4  | 6  | 0.667 | 125 | 115 | 1.087 |
| 4 | Yougoslavie | 3   | 3 | 0 | 3 | 0  | 9  | 0     | 66  | 136 | 0.485 |

| Date     | Match                  | Résultat | Sets  | Sets  | Sets  | Sets  | Sets  | Total Points |
| Date     | Match                  | Résultat | 1     | 2     | 3     | 4     | 5     | Total Points |
| -------- | ---------------------- | -------- | ----- | ----- | ----- | ----- | ----- | ------------ |
| 17.08.86 | Yougoslavie - URSS     | 0 - 3    | 5-15  | 3-15  | 7-15  | -     | -     | 15-45        |
| 17.08.86 | Pays-Bas - Pologne     | 3 - 0    | 16-14 | 18-16 | 15-8  | -     | -     | 49-38        |
| 18.08.86 | Yougoslavie - Pays-Bas | 0 - 3    | 13-15 | 4-15  | 14-16 | -     | -     | 31-46        |
| 18.08.86 | URSS - Pologne         | 3 - 1    | 15-10 | 15-12 | 1-15  | 15-5  | -     | 46-42        |
| 19.08.86 | Yougoslavie - Pologne  | 0 - 3    | 12-15 | 5-15  | 3-15  | -     | -     | 20-45        |
| 19.08.86 | Pays-Bas - URSS        | 3 - 2    | 12-15 | 15-12 | 12-15 | 15-10 | 15-11 | 69-63        |

#### Poule B
| # | Équipe               | Pts | J | G | P | Sp | Sc | Ratio | Pp  | Pc  | Ratio |
| - | -------------------- | --- | - | - | - | -- | -- | ----- | --- | --- | ----- |
| 1 | Allemagne de l'Ouest | 6   | 3 | 3 | 0 | 9  | 2  | 4.5   | 146 | 104 | 1.404 |
| 2 | Italie               | 5   | 3 | 2 | 1 | 6  | 5  | 1.2   | 130 | 118 | 1.102 |
| 3 | Allemagne de l'Est   | 4   | 3 | 1 | 2 | 7  | 6  | 1.167 | 156 | 126 | 1.238 |
| 4 | Belgique             | 3   | 3 | 0 | 3 | 0  | 9  | 0     | 51  | 135 | 0.378 |

| Date     | Match                                     | Résultat | Sets  | Sets  | Sets  | Sets  | Sets | Total Points |
| Date     | Match                                     | Résultat | 1     | 2     | 3     | 4     | 5    | Total Points |
| -------- | ----------------------------------------- | -------- | ----- | ----- | ----- | ----- | ---- | ------------ |
| 18.08.86 | Allemagne de l'Est - Belgique             | 3 - 0    | 15-3  | 15-1  | 15-3  | -     | -    | 45-7         |
| 17.08.86 | Allemagne de l'Ouest - Italie             | 3 - 0    | 15-6  | 15-3  | 15-13 | -     | -    | 45-22        |
| 18.08.86 | Italie - Belgique                         | 3 - 0    | 15-9  | 15-8  | 15-2  | -     | -    | 45-19        |
| 18.08.86 | Allemagne de l'Ouest - Allemagne de l'Est | 3 - 2    | 8-15  | 15-11 | 3-15  | 15-11 | 15-5 | 56-57        |
| 19.08.86 | Allemagne de l'Ouest - Belgique           | 3 - 0    | 15-9  | 15-5  | 15-11 | -     | -    | 45-25        |
| 19.08.86 | Italie - Allemagne de l'Est               | 3 - 2    | 10-15 | 15-13 | 8-15  | 15-5  | 15-6 | 63-54        |

#### Poule C
| # | Équipe          | Pts | J | G | P | Sp | Sc | Ratio | Pp  | Pc  | Ratio |
| - | --------------- | --- | - | - | - | -- | -- | ----- | --- | --- | ----- |
| 1 | Bulgarie        | 6   | 3 | 3 | 0 | 9  | 2  | 4.5   | 159 | 112 | 1.42  |
| 2 | Roumanie        | 5   | 3 | 2 | 1 | 6  | 5  | 1.2   | 145 | 123 | 1.179 |
| 3 | France          | 4   | 3 | 1 | 2 | 4  | 7  | 0.571 | 104 | 149 | 0.698 |
| 4 | Tchécoslovaquie | 3   | 3 | 0 | 3 | 4  | 9  | 0.444 | 160 | 184 | 0.87  |

| Date     | Match                      | Résultat | Sets  | Sets  | Sets  | Sets  | Sets  | Total Points |
| Date     | Match                      | Résultat | 1     | 2     | 3     | 4     | 5     | Total Points |
| -------- | -------------------------- | -------- | ----- | ----- | ----- | ----- | ----- | ------------ |
| 17.08.86 | France - Tchécoslovaquie   | 3 - 1    | 15-12 | 9-15  | 15-8  | 15-12 | -     | 54-47        |
| 17.08.86 | Bulgarie - Roumanie        | 3 - 0    | 15-12 | 15-4  | 15-11 | -     | -     | 45-27        |
| 18.08.86 | Roumanie - Tchécoslovaquie | 3 - 1    | 16-18 | 15-13 | 15-9  | 15-10 | -     | 61-50        |
| 18.08.86 | Bulgarie - France          | 3 - 0    | 15-11 | 15-5  | 15-6  | -     | -     | 45-22        |
| 19.08.86 | Roumanie - France          | 3 - 1    | 15-3  | 12-15 | 15-1  | 15-9  | -     | 57-28        |
| 19.08.86 | Bulgarie - Tchécoslovaquie | 3 - 2    | 15-13 | 11-15 | 15-10 | 13-15 | 15-10 | 69-63        |

### Tour final

#### Poule de Classement 7 à 12 (Plovdiv)
| # | Équipe             | Pts | J | G | P | Sp | Sc | Ratio | Pp  | Pc  | Ratio |
| - | ------------------ | --- | - | - | - | -- | -- | ----- | --- | --- | ----- |
| 1 | Allemagne de l'Est | 10  | 5 | 5 | 0 | 15 | 3  | 5     | 258 | 148 | 1.743 |
| 2 | Pologne            | 9   | 5 | 4 | 1 | 14 | 4  | 3.5   | 267 | 181 | 1.475 |
| 3 | France             | 8   | 5 | 3 | 2 | 10 | 8  | 1.25  | 220 | 234 | 0.94  |
| 4 | Tchécoslovaquie    | 7   | 5 | 2 | 3 | 7  | 10 | 0.7   | 199 | 201 | 0.99  |
| 5 | Yougoslavie        | 6   | 5 | 1 | 4 | 6  | 13 | 0.462 | 203 | 259 | 0.784 |
| 6 | Belgique           | 5   | 5 | 0 | 5 | 1  | 15 | 0.067 | 118 | 240 | 0.492 |

| Date     | Match                                | Résultat | Sets  | Sets  | Sets  | Sets  | Sets  | Total Points |
| Date     | Match                                | Résultat | 1     | 2     | 3     | 4     | 5     | Total Points |
| -------- | ------------------------------------ | -------- | ----- | ----- | ----- | ----- | ----- | ------------ |
| 19.08.86 | Yougoslavie - Pologne                | 0 - 3    | 12-15 | 5-15  | 3-15  | -     | -     | 20-45        |
| 17.08.86 | Allemagne de l'Est - Belgique        | 3 - 0    | 15-3  | 15-1  | 15-3  | -     | -     | 45-7         |
| 17.08.86 | France - Tchécoslovaquie             | 3 - 1    | 15-12 | 9-15  | 15-8  | 15-12 | -     | 54-47        |
| 21.08.86 | Yougoslavie - Allemagne de l'Est     | 1 - 3    | 10-15 | 16-14 | 4-15  | 11-15 | -     | 41-59        |
| 21.08.86 | France - Belgique                    | 3 - 0    | 15-9  | 15-11 | 15-10 | -     | -     | 45-30        |
| 21.08.86 | Pologne - Tchécoslovaquie            | 3 - 0    | 15-6  | 16-14 | 15-11 | -     | -     | 46-31        |
| 22.08.86 | Yougoslavie - Belgique               | 3 - 1    | 11-15 | 15-4  | 15-12 | 15-4  | -     | 56-35        |
| 22.08.86 | Allemagne de l'Est - Tchécoslovaquie | 3 - 0    | 15-12 | 15-1  | 15-4  | -     | -     | 45-17        |
| 22.08.86 | Pologne - France                     | 3 - 1    | 15-9  | 14-16 | 17-15 | 15-3  | -     | 61-43        |
| 23.08.86 | Yougoslavie - Tchécoslovaquie        | 1 - 3    | 7-15  | 16-14 | 5-15  | 7-15  | -     | 35-59        |
| 23.08.86 | Pologne - Belgique                   | 3 - 0    | 15-5  | 15-3  | 19-17 | -     | -     | 49-25        |
| 23.08.86 | Allemagne de l'Est - France          | 3 - 0    | 15-5  | 15-5  | 15-7  | -     | -     | 45-17        |
| 24.08.86 | Yougoslavie - France                 | 1 - 3    | 9-15  | 11-15 | 17-15 | 14-16 | -     | 51-61        |
| 24.08.86 | Tchécoslovaquie - Belgique           | 3 - 0    | 15-8  | 15-3  | 15-10 | -     | -     | 45-21        |
| 24.08.86 | Allemagne de l'Est - Pologne         | 3 - 2    | 14-16 | 16-14 | 2-15  | 15-9  | 15-12 | 62-66        |

#### Poule Finale (Pazardzhik)
| # | Équipe               | Pts | J | G | P | Sp | Sc | Ratio | Pp  | Pc  | Ratio |
| - | -------------------- | --- | - | - | - | -- | -- | ----- | --- | --- | ----- |
| 1 | Bulgarie             | 10  | 5 | 5 | 0 | 15 | 3  | 5     | 248 | 168 | 1.476 |
| 2 | Roumanie             | 8   | 5 | 3 | 2 | 11 | 7  | 1.571 | 222 | 193 | 1.15  |
| 3 | Allemagne de l'Ouest | 8   | 5 | 3 | 2 | 12 | 10 | 1.2   | 268 | 248 | 1.081 |
| 4 | URSS                 | 7   | 5 | 2 | 3 | 9  | 11 | 0.818 | 245 | 255 | 0.961 |
| 5 | Pays-Bas             | 7   | 5 | 2 | 3 | 9  | 11 | 0.818 | 228 | 246 | 0.927 |
| 6 | Italie               | 5   | 5 | 0 | 5 | 1  | 15 | 0.067 | 138 | 239 | 0.577 |

| Date     | Match                           | Résultat | Sets  | Sets  | Sets  | Sets  | Sets  | Total Points |
| Date     | Match                           | Résultat | 1     | 2     | 3     | 4     | 5     | Total Points |
| -------- | ------------------------------- | -------- | ----- | ----- | ----- | ----- | ----- | ------------ |
| 19.08.86 | Pays-Bas - URSS                 | 3 - 2    | 12-15 | 15-12 | 12-15 | 15-10 | 15-11 | 69-63        |
| 17.08.86 | Allemagne de l'Ouest - Italie   | 3 - 0    | 15-6  | 15-3  | 15-13 | -     | -     | 45-22        |
| 17.08.86 | Bulgarie - Roumanie             | 3 - 0    | 15-12 | 15-4  | 15-11 | -     | -     | 45-27        |
| 21.08.86 | Roumanie - Pays-Bas             | 3 - 0    | 15-4  | 15-5  | 15-8  | -     | -     | 45-17        |
| 21.08.86 | URSS - Allemagne de l'Ouest     | 3 - 1    | 15-17 | 15-11 | 15-11 | 15-7  | -     | 60-46        |
| 21.08.86 | Bulgarie - Italie               | 3 - 0    | 15-11 | 15-12 | 15-5  | -     | -     | 45-28        |
| 22.08.86 | Allemagne de l'Ouest - Roumanie | 3 - 2    | 15-5  | 12-15 | 3-15  | 15-9  | 15-3  | 60-47        |
| 22.08.86 | Bulgarie - Pays-Bas             | 3 - 1    | 15-11 | 15-10 | 9-15  | 15-1  | -     | 54-37        |
| 22.08.86 | URSS - Italie                   | 3 - 1    | 14-16 | 15-11 | 15-8  | 15-2  | -     | 59-37        |
| 23.08.86 | Bulgarie - Allemagne de l'Ouest | 3 - 2    | 5-15  | 15-12 | 15-3  | 9-15  | 15-9  | 59-54        |
| 23.08.86 | Pays-Bas - Italie               | 3 - 0    | 15-9  | 15-8  | 15-4  | -     | -     | 45-21        |
| 23.08.86 | Roumanie - URSS                 | 3 - 1    | 15-7  | 15-9  | 13-15 | 15-10 | -     | 58-41        |
| 24.08.86 | Allemagne de l'Ouest - Pays-Bas | 3 - 2    | 15-9  | 14-16 | 4-15  | 15-12 | 15-8  | 63-60        |
| 24.08.86 | Roumanie - Italie               | 3 - 0    | 15-12 | 15-10 | 15-8  | -     | -     | 45-30        |
| 24.08.86 | Bulgarie - URSS                 | 3 - 0    | 15-4  | 15-6  | 15-12 | -     | -     | 45-22        |

## Classement final
| Place              | Équipe               |
| ------------------ | -------------------- |
| Médaille d'or      | Bulgarie             |
| Médaille d'argent  | Roumanie             |
| Médaille de bronze | Allemagne de l'Ouest |
| 4                  | URSS                 |
| 5                  | Pays-Bas             |
| 6                  | Italie               |
| 7                  | Allemagne de l'Est   |
| 8                  | Pologne              |
| 9                  | France               |
| 10                 | Tchécoslovaquie      |
| 11                 | Yougoslavie          |
| 12                 | Belgique             |